# Hyeondo-myeon
Hyeondo-myeon (koreanska: 현도면) är en socken i stadsdistriktet Seowon-gu i kommunen Cheongju i Sydkorea.
Den ligger i provinsen Norra Chungcheong, i den centrala delen av landet, 130 km söder om huvudstaden Seoul.